# Chýnov
Chýnov (en allemand : Chejnow) est une ville du district de Tábor, dans la région de Bohême-du-Sud, en Tchéquie. Sa population s'élevait à 2 551 habitants en 2024.

## Géographie
Chýnov se trouve à 10 km à l'est de Tábor, à 54 km au nord-est de České Budějovice et à 80 km au sud-est de Prague.
La commune est limitée par Ratibořské Hory au nord, par Dolní Hořice à l'est, par Radenín au sud et par Nová Ves u Chýnova et Tábor à l'ouest. 

## Histoire
La première mention écrite de la localité se trouve dans la Chronica Boemorum, qui date de 981.

## Administration
La commune se compose de cinq sections :
- Dobronice u Chýnova
- Chýnov u Tábora
- Kloužovice
- Velmovice
- Záhostice

## Galerie

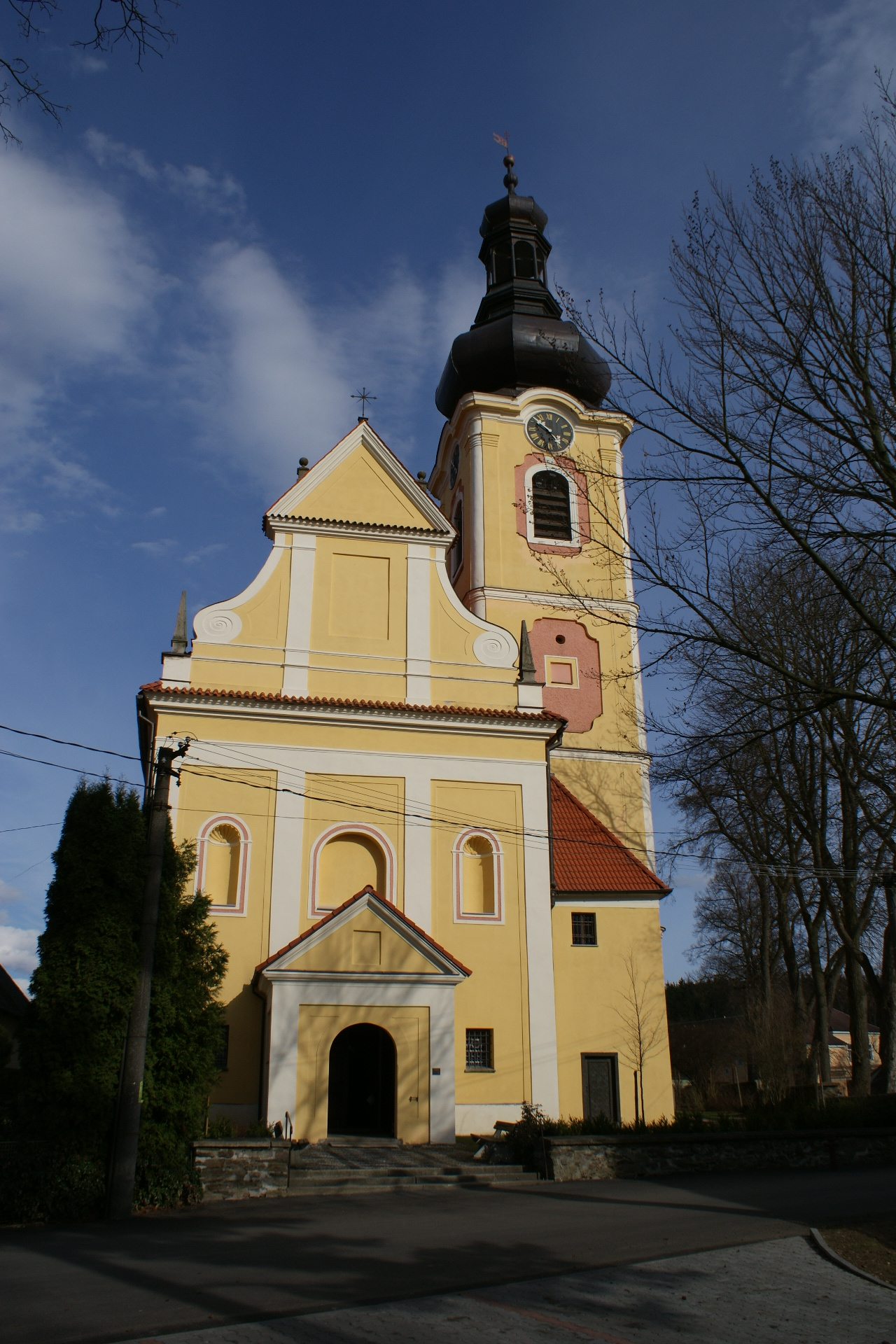
Église de la Sainte-Trinité.
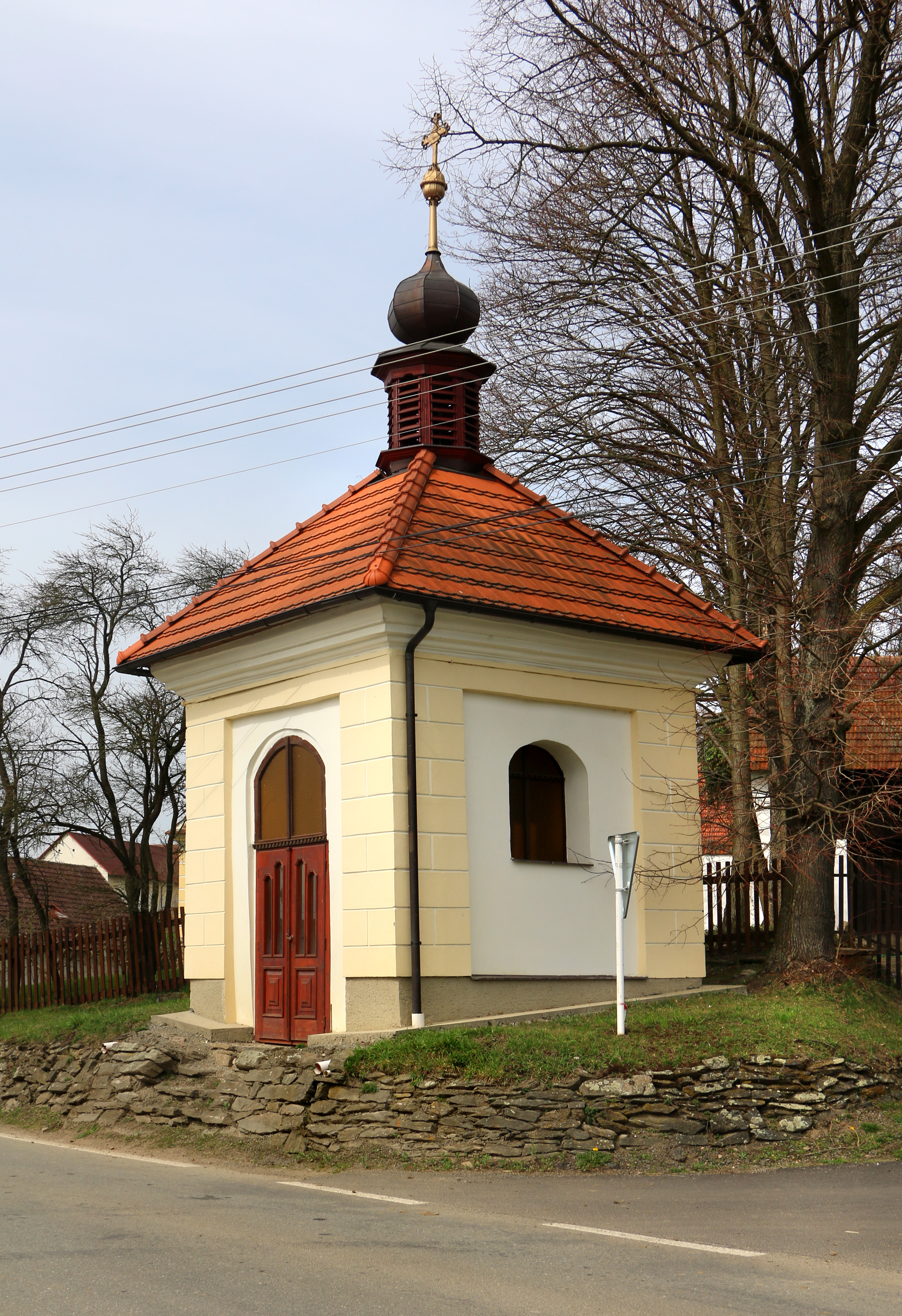
Chapelle à Chýnov.

## Patrimoine
Chýnov est notable pour la grotte qui porte son nom. Découverte en 1863 dans une carrière et désormais reconnue comme un monument naturel national, elle se situe cependant sur le territoire de Dolní Hořice.